# Mücke (Hessen)
Mücke ist eine Gemeinde im mittelhessischen Vogelsbergkreis.

## Geographie

### Geographische Lage
Mücke liegt in 200 bis 350 Meter Höhe im nordwestlichen Unteren Vogelsberg am Oberlauf der Ohm, eines Nebenflusses der Lahn, sowie dem südlichen Ohm-Nebenfluss Seenbach und dessen Nebenfluss Ilsbach. Der Ortsteil Atzenhain liegt an der nach Westen zur Lahn fließenden Lumda auf dem sogenannten Lumda-Plateau, das sich westlich anschließt und auf dem auch Bernsfeld liegt.

### Nachbargemeinden
Mücke grenzt im Norden an die Stadt Homberg (Ohm), im Nordosten an die Gemeinde Gemünden, im Osten an die Gemeinde Feldatal und die Stadt Ulrichstein, im Süden an die Stadt Laubach (Landkreis Gießen) sowie im Westen an die Stadt Grünberg (Landkreis Gießen).

### Gemeindegliederung
Die Ortsteile Flensungen und Merlau (mit Siedlung Kirschgarten) bilden die Kerngemeinde Mücke, für die der Ortsbezirk Mücke mit Ortsbeirat und Ortsvorsteher eingerichtet wurde. Sitz der Gemeindeverwaltung ist Merlau.
Auch für die anderen zehn Gemeinden, die sich der Gemeinde Mücke angeschlossen haben, wurden eigene Ortsbezirke gebildet, deren Grenzen den seitherigen Gemarkungsgrenzen folgen:
- Atzenhain
- Bernsfeld
- Groß-Eichen
- Höckersdorf
- Ilsdorf
- Nieder-Ohmen (mit Weiler Windhain)
- Ober-Ohmen
- Ruppertenrod
- Sellnrod (mit Weiler Schmitten)
- Wettsaasen

Nieder-Ohmen ist mit 2800 Einwohnern der mit Abstand größte Ortsbezirk.
In dem heutigen Mücker Ortsteil Flensungen befindet sich der geographische Mittelpunkt Hessens.

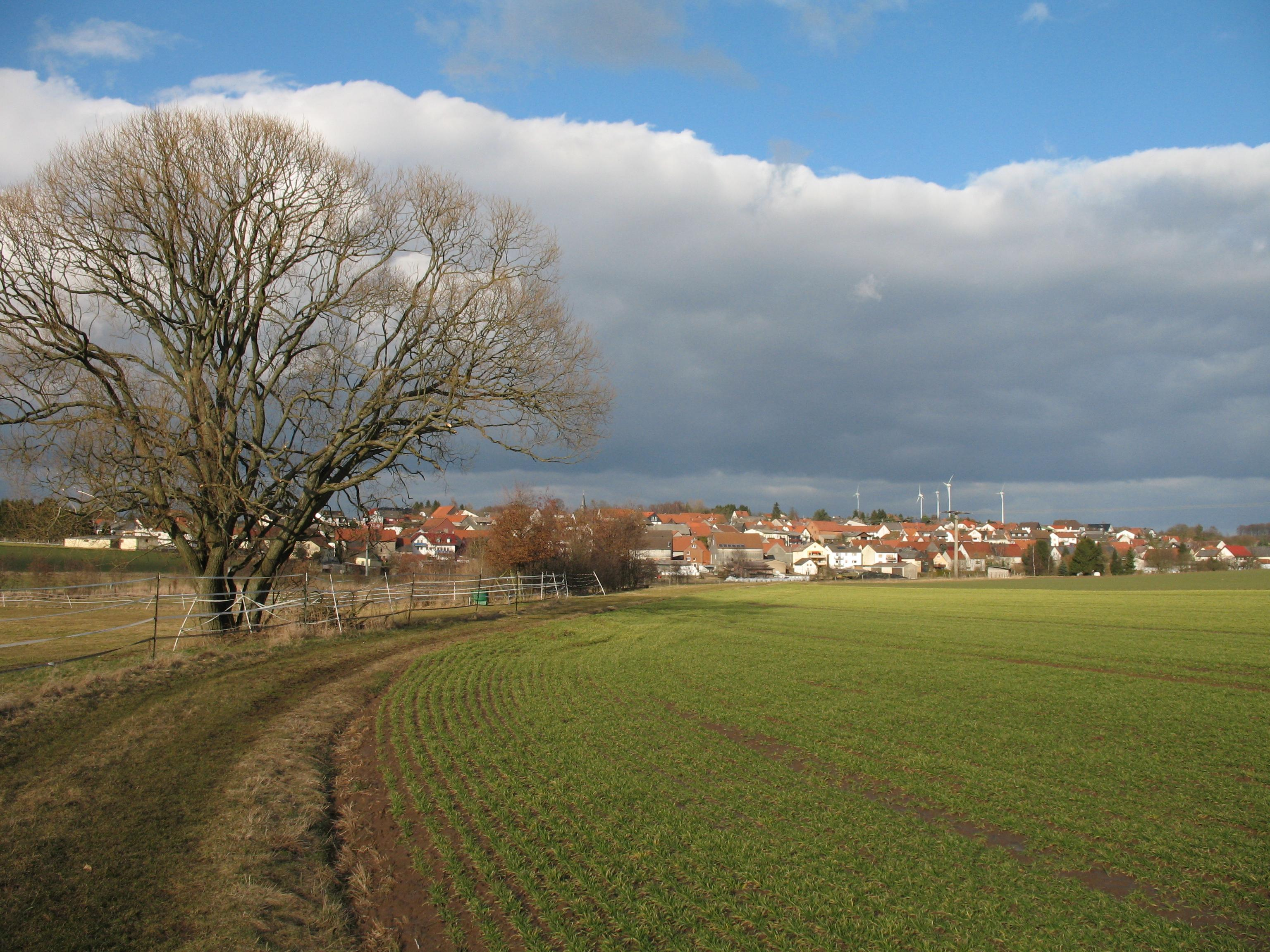
Atzenhain
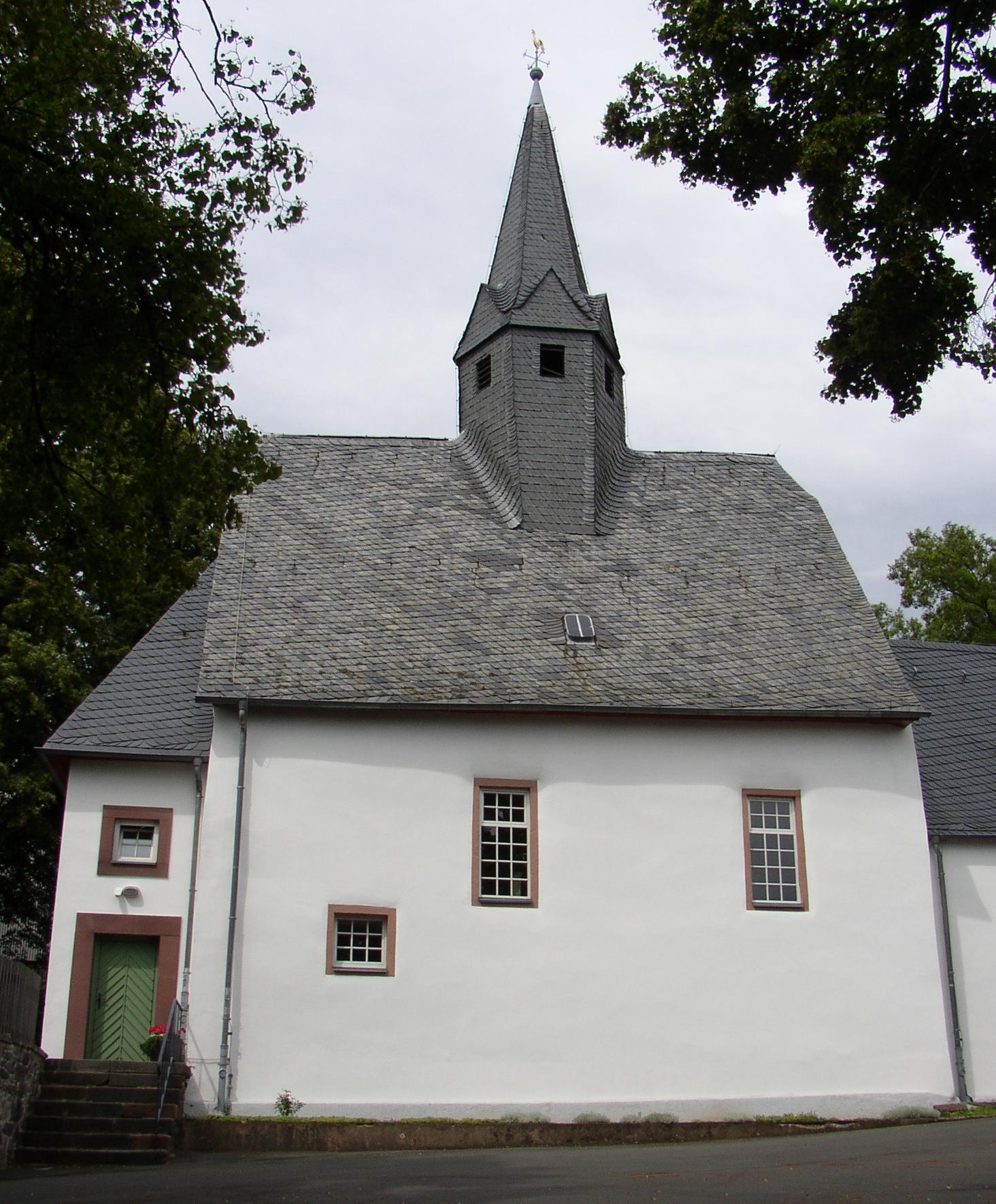
Kirche in Atzenhain
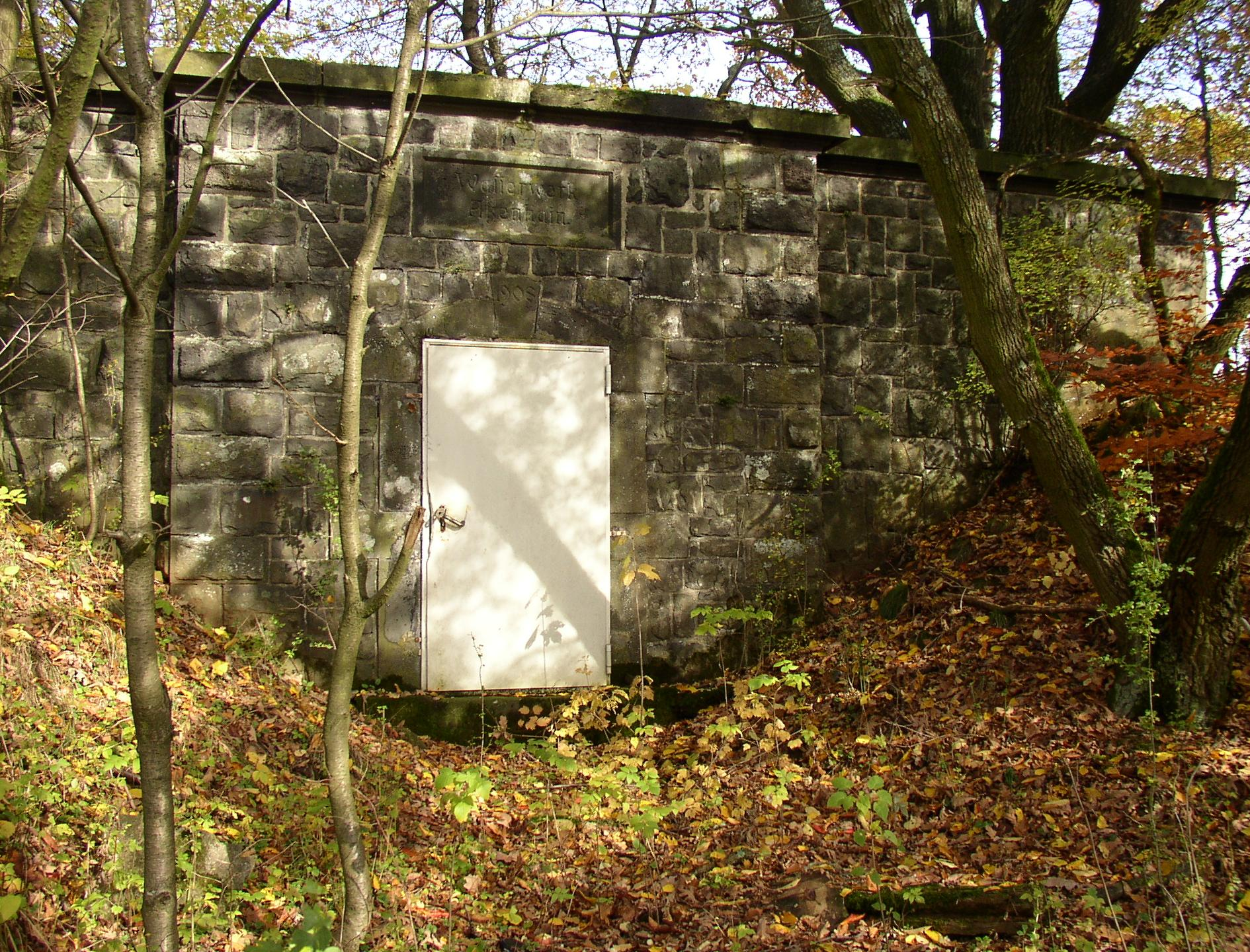
Ehemaliges Wasserwerk

## Geschichte

### Gemeindegebiet
Im September 1583 schlossen Landgraf Wilhelm IV. von Hessen-Kassel und der neue Mainzer Erzbischof Wolfgang von Dalberg in Merlau den Merlauer Vertrag. Darin einigten sie sich über schon lange schwelende Grenzkonflikte zwischen Kurmainz und der Landgrafschaft, wobei fast alle noch verbliebenen Mainzer Besitzungen in Nordhessen endgültig an die Landgrafschaft fielen, dafür jedoch Hessen-Kassel seine Ansprüche im Eichsfeld aufgab.
Der Ortsname stammt aus dem keltischen Sprachschatz. Es leitet sich von „much“ bzw. „mack“ ab, das so viel wie feucht und sumpfig bedeutet. Urkundlich wurde der Name Mücke, in Verbindung mit dieser Region, erstmals 1482 in einer Steuerliste der Pfarrei Merlau erwähnt. Vor der Gebietsreform in Hessen von 1972 gab es keinen Ort mit der Ortsbezeichnung „Mücke“, jedoch einen Bahnhof Mücke (Hess) an der Bahnstrecke Gießen–Fulda und eine postalische Ortsbezeichnung „Mücke“.

### Gemeindebildung
Im Zuge der Gebietsreform in Hessen erfolgte zum 1. September 1970 der freiwillige Zusammenschluss der bis dahin selbständigen Gemeinden Flensungen und Merlau mit Kirschgarten zur neuen Gemeinde Mücke. Am 1. Oktober 1971 wurden die Gemeinden Höckersdorf, Ruppertenrod und Sellnrod mit Schmitten auf freiwilliger Basis eingegliedert. Am 31. Dezember 1971 erfolgte ebenfalls freiwillig die Eingliederung der Gemeinden Atzenhain, Bernsfeld, Groß-Eichen, Ilsdorf und Wettsaasen sowie der Zusammenschluss mit den Gemeinden Nieder-Ohmen und Ober-Ohmen zur neuen Großgemeinde Mücke. Für alle Ortsteile von Mücke wurden Ortsbezirke errichtet.

## Bevölkerung

### Einwohnerstruktur 2011
Nach den Erhebungen des Zensus 2011 lebten am Stichtag, dem 9. Mai 2011, in Mücke 9483 Einwohner. Darunter waren 174 (1,8 %) Ausländer, von denen 109 aus dem EU-Ausland, 29 aus anderen europäischen Ländern und 36 aus anderen Staaten kamen. Nach dem Lebensalter waren 1578 Einwohner unter 18 Jahren, 3792 zwischen 18 und 49, 2292 zwischen 50 und 64 und 1821 Einwohner waren älter. Die Einwohner lebten in 3932 Haushalten. Davon waren 1009 Singlehaushalte, 1206 Paare ohne Kinder und 1285 Paare mit Kindern, sowie 380 Alleinerziehende und 52 Wohngemeinschaften.
Bis zum Jahr 2020 erhöhte sich die Ausländerquote auf 3,9 %.

### Einwohnerentwicklung
| Mücke: Einwohnerzahlen von 1973 bis 2020                                 | Mücke: Einwohnerzahlen von 1973 bis 2020 | Mücke: Einwohnerzahlen von 1973 bis 2020 | Mücke: Einwohnerzahlen von 1973 bis 2020 | Mücke: Einwohnerzahlen von 1973 bis 2020 |
| ------------------------------------------------------------------------ | ---------------------------------------- | ---------------------------------------- | ---------------------------------------- | ---------------------------------------- |
| Jahr                                                                     |                                          |                                          |                                          | Einwohner                                |
| 1973                                                                     | 1973                                     |                                          | 8.734                                    | 8.734                                    |
| 1975                                                                     | 1975                                     |                                          | 8.774                                    | 8.774                                    |
| 1980                                                                     | 1980                                     |                                          | 8.810                                    | 8.810                                    |
| 1985                                                                     | 1985                                     |                                          | 8.911                                    | 8.911                                    |
| 1990                                                                     | 1990                                     |                                          | 9.376                                    | 9.376                                    |
| 1995                                                                     | 1995                                     |                                          | 10.180                                   | 10.180                                   |
| 2000                                                                     | 2000                                     |                                          | 10.250                                   | 10.250                                   |
| 2005                                                                     | 2005                                     |                                          | 10.171                                   | 10.171                                   |
| 2010                                                                     | 2010                                     |                                          | 9.482                                    | 9.482                                    |
| 2011                                                                     | 2011                                     |                                          | 9.483                                    | 9.483                                    |
| 2015                                                                     | 2015                                     |                                          | 9.348                                    | 9.348                                    |
| 2020                                                                     | 2020                                     |                                          | 9.369                                    | 9.369                                    |
| Quellen: LAGIS; Hessisches Statistisches Informationssystem; Zensus 2011 |                                          |                                          |                                          |                                          |

### Religionszugehörigkeit
| • 1987: | 7494 evangelische (= 84,0 %), 787 katholische (= 8,8 %), 641 sonstige (= 7,2 %) Einwohner   |
| • 2011: | 6773 evangelische (= 71,4 %), 862 katholische (= 9,1 %), 1849 sonstige (= 19,5 %) Einwohner |

## Politik

### Gemeindevertretung
Die Kommunalwahl am 14. März 2021 lieferte folgendes Ergebnis, in Vergleich gesetzt zu früheren Kommunalwahlen:
| Sitzverteilung in der Gemeindevertretung 2021Insgesamt 31 Sitze - SPD: 6 - Grüne: 3 - FW: 8 - MüBü: 9 - CDU: 5 | Parteien und Wählergemeinschaften | Parteien und Wählergemeinschaften           | % 2021 | Sitze 2021 | % 2016 | Sitze 2016 | % 2011 | Sitze 2011 | % 2006 | Sitze 2006 | % 2001 | Sitze 2001 |
| Sitzverteilung in der Gemeindevertretung 2021Insgesamt 31 Sitze - SPD: 6 - Grüne: 3 - FW: 8 - MüBü: 9 - CDU: 5 | SPD                               | Sozialdemokratische Partei Deutschlands     | 19,3   | 6          | 34,4   | 11         | 37,6   | 12         | 40,6   | 15         | 44,0   | 16         |
| Sitzverteilung in der Gemeindevertretung 2021Insgesamt 31 Sitze - SPD: 6 - Grüne: 3 - FW: 8 - MüBü: 9 - CDU: 5 | CDU                               | Christlich Demokratische Union Deutschlands | 17,2   | 5          | 26,6   | 8          | 27,0   | 8          | 29,6   | 11         | 31,8   | 12         |
| Sitzverteilung in der Gemeindevertretung 2021Insgesamt 31 Sitze - SPD: 6 - Grüne: 3 - FW: 8 - MüBü: 9 - CDU: 5 | FW                                | Freie Wähler                                | 26,3   | 8          | 29,3   | 9          | 22,0   | 7          | 22,0   | 8          | 18,7   | 7          |
| Sitzverteilung in der Gemeindevertretung 2021Insgesamt 31 Sitze - SPD: 6 - Grüne: 3 - FW: 8 - MüBü: 9 - CDU: 5 | MüBü                              | Mücker Bürger                               | 27,6   | 9          | –      | –          | –      | –          | –      | –          | –      | –          |
| Sitzverteilung in der Gemeindevertretung 2021Insgesamt 31 Sitze - SPD: 6 - Grüne: 3 - FW: 8 - MüBü: 9 - CDU: 5 | GRÜNE                             | Bündnis 90/Die Grünen                       | 09,5   | 3          | 9,6    | 3          | 13,4   | 4          | 7,8    | 3          | 5,5    | 2          |
| Sitzverteilung in der Gemeindevertretung 2021Insgesamt 31 Sitze - SPD: 6 - Grüne: 3 - FW: 8 - MüBü: 9 - CDU: 5 | Gesamt                            | Gesamt                                      | 100 %  | 31         | 100 %  | 31         | 100 %  | 31         | 100 %  | 37         | 100 %  | 37         |
| Sitzverteilung in der Gemeindevertretung 2021Insgesamt 31 Sitze - SPD: 6 - Grüne: 3 - FW: 8 - MüBü: 9 - CDU: 5 | Wahlbeteiligung                   | Wahlbeteiligung                             | 59,8 % | 59,8 %     | 55,2 % | 55,2 %     | 50,6 % | 50,6 %     | 48,2 % | 48,2 %     | 56,7 % | 56,7 %     |

Eine politische Besonderheit ist das „Jugendparlament Mücke“, das sich für die Interessen der Kinder und Jugendlichen einsetzt. Seine 35 Mitglieder im Alter zwischen 14 und 21 Jahren werden alle zwei Jahre gewählt. Das Jugendparlament hat Rede- und Antragsrecht im Jugend-, Sport- und Kulturausschuss der Gemeindevertretung.

### Bürgermeister
Nach der hessischen Kommunalverfassung wird der Bürgermeister für eine sechsjährige Amtszeit gewählt, seit dem Jahr 1993 in einer Direktwahl, und ist Vorsitzender des Gemeindevorstands, dem in der Gemeinde Mücke neben dem Bürgermeister ehrenamtlich ein Erster Beigeordneter und neun weitere Beigeordnete angehören. Bürgermeister ist seit dem 1. April 2018 Andreas Sommer (SPD). Er setzte sich am 24. September 2017 im ersten Wahlgang gegen den Amtsinhaber Matthias Weitzel (SPD), der sich um eine vierte Amtszeit beworben hatte, bei 80,3 Prozent Wahlbeteiligung mit 62,4 Prozent der Stimmen durch. Es folgte eine Wiederwahl ohne Gegenkandidaten im Oktober 2023.
Amtszeiten der Bürgermeister
- 2018–2030 Andreas Sommer[20]
- 2000–2018 Matthias Weitzel (SPD)[21]
- 1988–2000 Hans-Dieter Böck (SPD)[24]

### Ortsbeiräte
Für alle Ortsteile wurde ein Ortsbezirk mit Ortsbeirat und Ortsvorsteher nach der Hessischen Gemeindeordnung gebildet. Siehe dazu Kapitel Politik in den Ortsteilen.

### Wappen
Blasonierung: „Der Schild in Rot und Gold geteilt, darin in verwechselten Farben ein Jungfrauenadler mit blauer Krone und  blauer Bewehrung.“ 
Das Wappen wurde der Gemeinde Mücke am 22. Dezember 1983 durch den Hessischen Innenminister genehmigt. Gestaltet wurde es durch den Bad Nauheimer Heraldiker Heinz Ritt.
Es wurde direkt von dem Ortsteil Merlau übernommen und zeigt das Wappen der Herren von Mörlau. Der Jungfrauenadler taucht auch im Wappen von Nieder-Ohmen auf.
Die Gemeinde Mücke führt keine Flagge.

## Wirtschaft und Infrastruktur

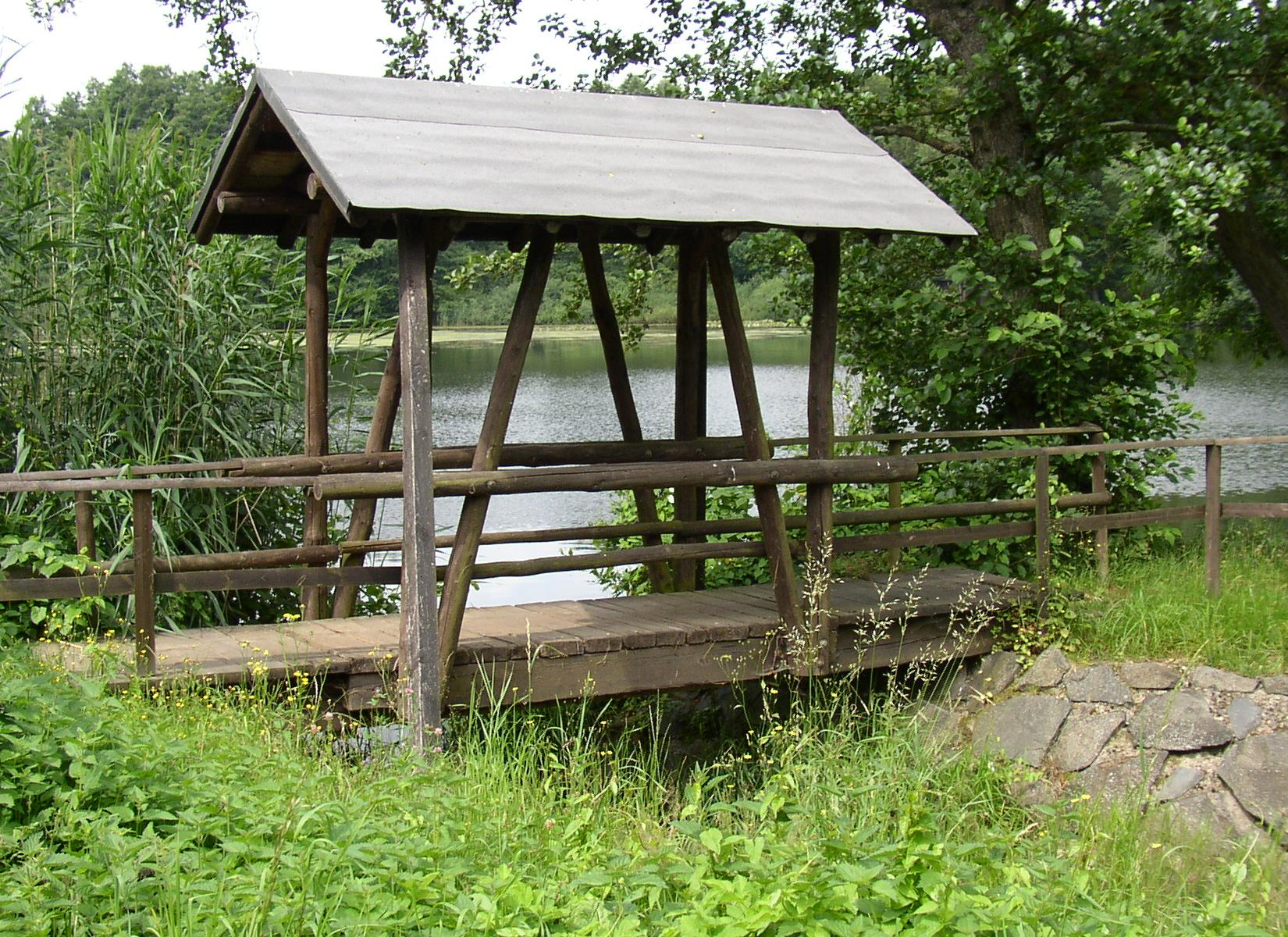
Windhainer See in Nieder-Ohmen

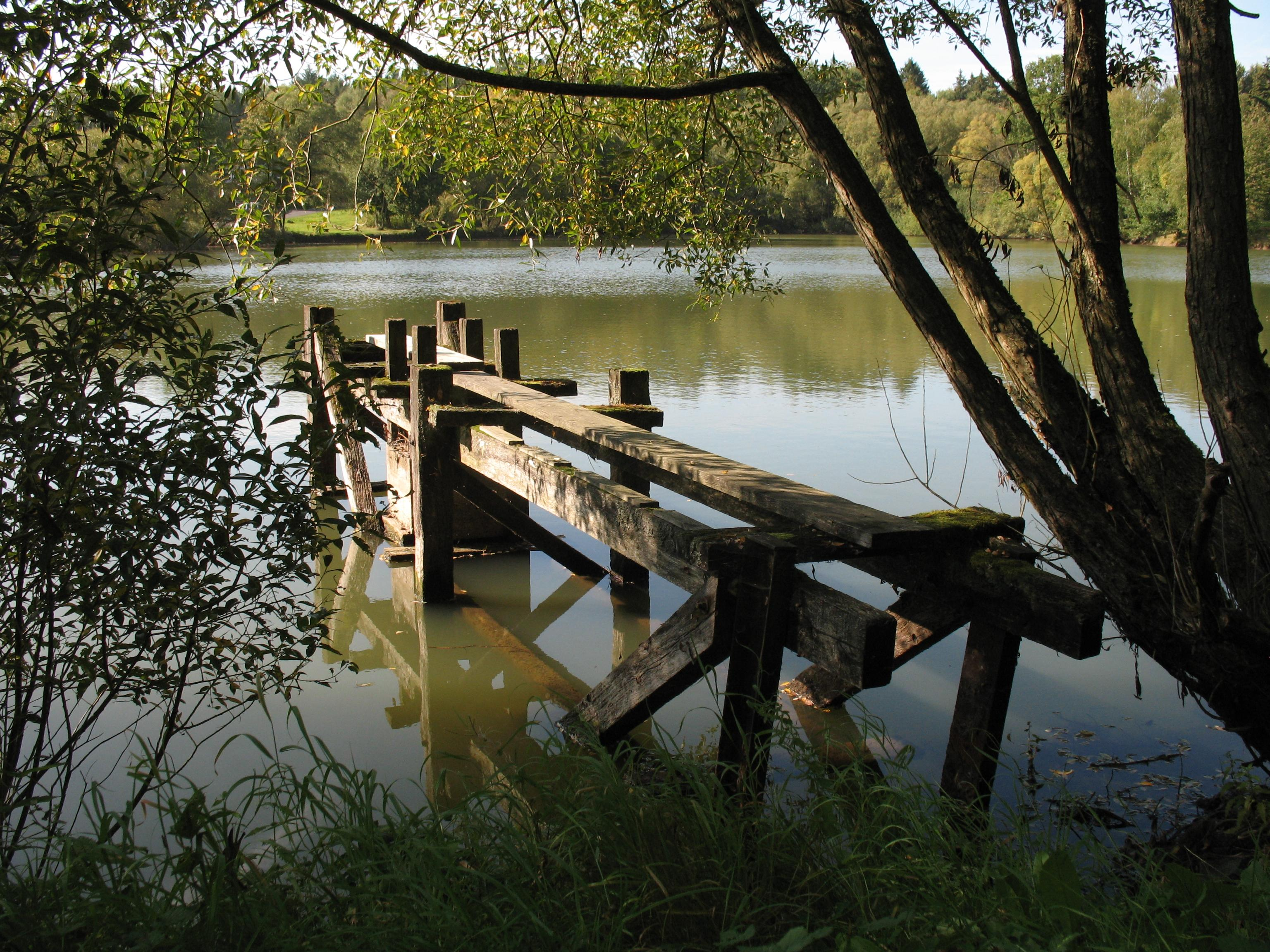
Großer Holzwiesenteich

Die Gemeinde Mücke verfügt durch die Autobahnanschlussstelle Homberg (Ohm) (zur A 5) und die durch das Gemeindegebiet verlaufende Bundesstraße 49 über eine sehr gute Verkehrsanbindung. An der Autobahnanschlussstelle wurde daher vor wenigen Jahren das Industriegebiet „Am Gottesrain“ inklusive eines Autohofes angesiedelt. An der Bahnstrecke Gießen–Fulda liegen zwei Bahnhöfe innerhalb des Gemeindegebiets: der Bahnhof Mücke (Hess) im Ortsteil Flensungen (mit einer den Ortsteil Merlau anbindenden Fußgängerbrücke über die Gleise) und der Bahnhof Nieder Ohmen im gleichnamigen Ortsteil.
Die Gemeinde verfügt über ein Hallenbad mit angeschlossener Sauna, das jedoch zum 1. Juli 2007 vorerst geschlossen wurde. Nach einem umfangreichen Umbau wurde das Bad von der Bürgergenossenschaft Hallenbad Mücke am 1. Mai 2010 unter dem Namen „aquariohm“ wieder geöffnet.
Des Weiteren gibt es sieben Kindergärten, zwei Grundschulen und eine Gesamtschule ohne Oberstufe im Ortsteil Nieder-Ohmen sowie eine Sozialstation mit ausgebildetem Fachpersonal.
In allen Ortsteilen befinden sich Dorfgemeinschaftshäuser, die für alle Arten von Veranstaltungen genutzt werden können. Außerdem gibt es ein facettenreiches Vereinsangebot.
Einkaufsmöglichkeiten sind durch zahlreiche Supermärkte und Einzelgeschäfte in den einzelnen Ortsteilen gewährleistet. An besonderen Freizeiteinrichtungen gibt es den Ortsverein Mücke des Deutschen Roten Kreuzes mit Räumlichkeiten in Ruppertenrod und Merlau sowie die christliche Seminar- und Tagungsstätte Flensunger Hof. Auf dem Kratzberg in der Gemarkung Nieder-Ohmen betreibt die Luftsportgruppe Mücke e. V. einen Modellflugplatz, und im Ortsteil Atzenhain gibt es den Reit- und Fahrverein Mücke e. V. mit Reithalle und Reitplatz.

## Persönlichkeiten

### Söhne und Töchter der Gemeinde
- Ludwig Funk (* um 1785 in Sellnrod, † März 1813 in Gießen), Räuber
- Ernst Lehr (* 4. Juli 1896 in Groß-Eichen; † 24. März 1945 in Berlin), Physiker, Werkstoffforscher und Maschinenbauer, Namensgeber für das Lehrsche Dämpfungsmaß[29]
- Hilda Stern Cohen (* 1924 in Nieder-Ohmen; † 1997 in Baltimore), Religionslehrerin und Lyrikerin, Überlebende des Holocaust[30]
- Harald Lesch (* 28. Juli 1960 in Gießen), Astrophysiker und Wissenschaftsjournalist, wuchs in Nieder-Ohmen auf.
- Tobias Reitz (* 4. Oktober 1979 in Marburg), Liedtexter, wuchs in Nieder-Ohmen auf.

### Persönlichkeiten mit Bezug zur Gemeinde
- Reinhard Schober (1906–1998), Forstwissenschaftler, Nestor der Waldwachstumsforschung, 1945 bis 1948 Leiter des Forstamtes Nieder-Ohmen
- Cora Stephan (* 1951), Publizistin, wohnt in Ilsdorf.